# 義豊県 (唐山市)
義豊県（ぎほう-けん）は、中華人民共和国河北省にかつて存在した県。現在の唐山市灤州市一帯に相当する。
遼朝により設置され、灤州の州治とされた。1369年（洪武2年）、明朝により廃止された。